# Kis-Szunda-szigeteki kakukkbagoly
A kis-Szunda-szigeteki kakukkbagoly (Ninox sumbaensis) a madarak osztályának a bagolyalakúak (Strigiformes) rendjéhez, a bagolyfélék (Strigidae) családjához tartozó faj.

## Rendszerezése
A fajt Olsen, Wink, Sauer-Gurth és Trost írták le 2002-ben.

## Előfordulása
Indonéziához tartozó Kis-Szunda-szigetek területén, Sumba szigetén honos. Természetes élőhelyei a szubtrópusi és trópusi síkvidéki és hegyi esőerdők, valamint másodlagos erdők. Állandó, nem vonuló faj.

## Megjelenése
Testhosszúsága 23 centiméter.

## Természetvédelmi helyzete
Az elterjedési területe kicsi, egyedszáma  10000-19999 példány közötti és csökken. A Természetvédelmi Világszövetség Vörös listáján veszélyeztetett fajként szerepel.